# Campeonato Peruano de Voleibol Feminino de 2020–21 - Série A
A Liga Nacional de Voleibol Feminino de 2020–21 - Série A por questões de patrocínio Liga Nacional de Voleibol Feminino "Copa Movistar" será a 19ª edição desta competição organizada pela FPV. Também será a 51ª edição do Campeonato Peruano de Voleibol Feminino, a principal competição entre clubes de voleibol feminino do Peru. Participaram do torneio dez equipes provenientes de duas regiões peruanas, ou seja, de Callao (região) e Lima (região).O campeonato foi previsto para iniciar em 27 de janeiro de 2021, mas, devido à segunda onda de infecções da pandemia Covid-19 em Lima, foi suspenso provisoriamente.
Esta edição do LNSV está ocorrendo no Polideportivo de Villa El Salvador que foi construído para os XVIII Jogos Pan-americanos Lima 2019 e tem capacidade para cerca de 6 mil pessoas, atendendo os protocolos sanitários, o torneio é disputado sem espectadores, dois clubes que competiram na elite nacional anterior, desistiram da participação: Universidade César Vallejo e Sport Real, em substituição, forma promovidos o campeão e o vice-campeão da LNIV de 2020, Molivoleibol e Latino Amisa, respectivamente.

## Equipes participantes
| Equipe                              | Cidade       | Última participação | Temporada 2019/2020 (I Fase) |
| ----------------------------------- | ------------ | ------------------- | ---------------------------- |
| Club Alianza Lima Vóley             | Lima         | A1 2019/2020        | 4º                           |
| Circolo Sportivo Italiano           | Lima         | A1 2019/2020        | 3º                           |
| Regatas Lima                        | Lima         | A1 2019/2020        | 2º                           |
| Géminis de Comas                    | Lima         | A1 2019/2020        | 7º                           |
| Deportivo Jaamsa                    | Lima         | A1 2019/2020        | 5º                           |
| Universidad de San Martín de Porres | Lima         | A1 2019/2020        | 1º                           |
| Deportivo Alianza                   | Lima         | A1 2019/2020        | 4º                           |
| Rebaza Acosta                       | Callao       | A1 2019/2020        | 9º                           |
| Molivoleibol                        | Lima         | A2 2020             | 1º                           |
| Latino Amisa                        | Pueblo Libre | A2 2020             | 2º                           |

## Fase classificatória

### Primeira fase
A primeira etapa da competição será no sistema de todos conta todos, ao final as seis melhores equipes, serão subdivididas em dois triangulares, com partidas de ida e volta. Os dois primeiros de cada grupo se enfrentarão nas semifinais (1A x 2B; 1B x 2A) e os vencedores disputarão o título do campeonato em partidas play off melhor de cinco.
Já as equipes eliminadas da primeira fase, ou seja, do sétimo ao décimo lugar jogarão um quadrangular, todos se enfrentando, ao final a última colocada disputará automaticamente a Liga Intermediária (A2), enquanto o penúltimo enfrentará em partidas ida e volta o segundo colocado da Liga Intermediária pela permanência (repescagem).

### Classificação
- Vitória por 3 sets a 0 ou 3 a 1: 3 pontos para o vencedor;
- Vitória por 3 sets a 2: 2 pontos para o vencedor e 1 ponto para o perdedor.
- Não comparecimento, a equipe perde 2 pontos.
- Em caso de igualdade por pontos, os seguintes critérios servem como desempate: número de vitórias, média de sets e média de pontos.

|  |                                            |
|  | Equipes classificadas para a Segunda fase. |
|  | Quadrangular de Ascenso ou Permanência     |

|     |                           |     | Jogos | Jogos | Jogos | Resultados | Resultados | Resultados | Resultados | Resultados | Resultados | Sets | Sets | Sets  | Pontos | Pontos | Pontos |
| Pos | Equipe                    | Pts | T     | V     | D     | 3–0        | 3–1        | 3–2        | 2–3        | 1–3        | 0–3        | V    | P    | R     | V      | P      | R      |
| --- | ------------------------- | --- | ----- | ----- | ----- | ---------- | ---------- | ---------- | ---------- | ---------- | ---------- | ---- | ---- | ----- | ------ | ------ | ------ |
| 1   | Circolo Sportivo Italiano | 25  | 9     | 9     | 0     | 5          | 2          | 2          | 0          | 0          | 0          | 27   | 6    | 4.500 | 775    | 611    | 1.268  |
| 2   | Alianza Lima              | 24  | 9     | 8     | 1     | 6          | 1          | 1          | 1          | 0          | 0          | 26   | 6    | 4.333 | 757    | 581    | 1.303  |
| 3   | Regatas Lima              | 22  | 9     | 7     | 2     | 4          | 3          | 0          | 1          | 0          | 1          | 23   | 9    | 2.556 | 750    | 637    | 1.177  |
| 4   | Deportivo Jaamsa          | 19  | 9     | 6     | 3     | 5          | 1          | 0          | 1          | 2          | 0          | 22   | 10   | 2.200 | 737    | 617    | 1.194  |
| 5   | Latino Amisa              | 12  | 9     | 5     | 4     | 1          | 1          | 3          | 0          | 1          | 3          | 16   | 19   | 0.842 | 719    | 769    | 0.935  |
| 6   | Rebaza Acosta             | 12  | 9     | 4     | 5     | 2          | 2          | 0          | 0          | 4          | 1          | 16   | 17   | 0.941 | 734    | 739    | 0.993  |
| 7   | Géminis de Comas          | 7   | 9     | 2     | 7     | 1          | 1          | 0          | 1          | 2          | 4          | 10   | 22   | 0.455 | 668    | 747    | 0.894  |
| 8   | USMP                      | 7   | 9     | 2     | 7     | 1          | 1          | 0          | 1          | 0          | 6          | 8    | 22   | 0.364 | 588    | 687    | 0.856  |
| 9   | Molivoleibol              | 6   | 9     | 2     | 7     | 1          | 1          | 0          | 0          | 1          | 6          | 7    | 22   | 0.318 | 574    | 691    | 0.831  |
| 10  | Deportivo Alianza         | 1   | 9     | 0     | 9     | 0          | 0          | 0          | 1          | 3          | 5          | 5    | 27   | 0.185 | 549    | 772    | 0.711  |

### Segunda fase
As seis melhores equipes,  disputam a continuidade no torneio em dois triangulares, com partidas de ida e volta. Os dois primeiros de cada grupo se enfrentarão nas semifinais (1A x 2B; 1B x 2A) e os vencedores disputarão o título do campeonato em partidas play off melhor de cinco, enquanto os terceiros colocados fazem a disputa pela quinta posição.
Grupo A
|  |                                          |
|  | Equipes classificadas para às semifinais |
|  | Disputa do Quinto lugar                  |

|     |                           |     | Jogos | Jogos | Jogos | Resultados | Resultados | Resultados | Resultados | Resultados | Resultados | Sets | Sets | Sets  | Pontos | Pontos | Pontos |
| Pos | Equipe                    | Pts | T     | V     | D     | 3–0        | 3–1        | 3–2        | 2–3        | 1–3        | 0–3        | V    | P    | R     | V      | P      | R      |
| --- | ------------------------- | --- | ----- | ----- | ----- | ---------- | ---------- | ---------- | ---------- | ---------- | ---------- | ---- | ---- | ----- | ------ | ------ | ------ |
| 1   | Regatas Lima              | 11  | 4     | 4     | 0     | 2          | 1          | 1          | 0          | 0          | 0          | 12   | 3    | 4,000 | 347    | 283    | 1.226  |
| 2   | Circolo Sportivo Italiano | 7   | 4     | 2     | 2     | 2          | 0          | 0          | 1          | 1          | 0          | 9    | 6    | 1.500 | 331    | 305    | 1.085  |
| 3   | Latino Amisa              | 0   | 4     | 0     | 4     | 0          | 0          | 0          | 0          | 0          | 4          | 0    | 12   | 0,000 | 214    | 304    | 0.704  |

Resultados
| Data   | Hora  |              | Placar |              | Set 1 | Set 2 | Set 3 | Set 4 | Set 5 | Total   | Relatório |
| ------ | ----- | ------------ | ------ | ------------ | ----- | ----- | ----- | ----- | ----- | ------- | --------- |
| 24 abr | 13:30 | Regatas Lima | 3–0    | Latino Amisa | 25–17 | 25–23 | 25–18 |       |       | 75–58   | Relatório |
| 28 abr | 11:00 | Latino Amisa | 0–3    | Csi-Sci      | 27–29 | 19–25 | 20–25 |       |       | 66–79   | Relatório |
| 1 maio | 13:30 | Csi-Sci      | 1–3    | Regatas Lima | 25–14 | 9–25  | 19–25 | 22–25 |       | 75–89   | Relatório |
| 4 maio | 13:30 | Latino Amisa | 0–3    | Regatas Lima | 15–25 | 15–25 | 18–25 |       |       | 48–75   | Relatório |
| 6 mai  | 11:00 | Csi-Sci      | 3–0    | Latino Amisa | 25–13 | 25–14 | 25–15 |       |       | 75–42   | Relatório |
| 8 mai  | 13:30 | Regatas Lima | 3–2    | Csi-Sci      | 25–19 | 25–19 | 20–25 | 22–25 | 16–14 | 108–102 | Relatório |

Grupo B
|  |                                          |
|  | Equipes classificadas para às semifinais |
|  | Disputa do Quinto lugar                  |

|     |                  |     | Jogos | Jogos | Jogos | Resultados | Resultados | Resultados | Resultados | Resultados | Resultados | Sets | Sets | Sets  | Pontos | Pontos | Pontos |
| Pos | Equipe           | Pts | T     | V     | D     | 3–0        | 3–1        | 3–2        | 2–3        | 1–3        | 0–3        | V    | P    | R     | V      | P      | R      |
| --- | ---------------- | --- | ----- | ----- | ----- | ---------- | ---------- | ---------- | ---------- | ---------- | ---------- | ---- | ---- | ----- | ------ | ------ | ------ |
| 1   | Alianza Lima     | 8   | 4     | 3     | 1     | 2          | 0          | 1          | 0          | 1          | 0          | 10   | 5    | 2,000 | 354    | 324    | 1.093  |
| 2   | Rebaza Acosta    | 5   | 4     | 2     | 2     | 0          | 1          | 1          | 0          | 0          | 2          | 6    | 9    | 0.667 | 321    | 330    | 0.973  |
| 3   | Deportivo Jaamsa | 5   | 4     | 1     | 3     | 0          | 1          | 0          | 2          | 1          | 0          | 8    | 10   | 0.800 | 386    | 405    | 0.953  |

Resultados
| Data   | Hora  |                  | Placar |                  | Set 1 | Set 2 | Set 3 | Set 4 | Set 5 | Total   | Relatório |
| ------ | ----- | ---------------- | ------ | ---------------- | ----- | ----- | ----- | ----- | ----- | ------- | --------- |
| 24 abr | 11:00 | Deportivo Jaamsa | 1–3    | Rebaza Acosta    | 25–23 | 18–25 | 13–25 | 19–25 |       | 75–98   | Relatório |
| 28 abr | 13:30 | Rebaza Acosta    | 0–3    | Alianza Lima     | 25–27 | 15–25 | 24–26 |       |       | 64–78   | Relatório |
| 1 maio | 11:00 | Alianza Lima     | 3–2    | Deportivo Jaamsa | 26–28 | 26–28 | 25–22 | 26–24 | 15–13 | 118–115 | Relatório |
| 4 maio | 11:00 | Rebaza Acosta    | 3–2    | Deportivo Jaamsa | 25–22 | 20–25 | 25–21 | 21–25 | 15–9  | 106–102 | Relatório |
| 6 mai  | 13:30 | Alianza Lima     | 3–0    | Rebaza Acosta    | 25–17 | 25–19 | 25–17 |       |       | 75–53   | Relatório |
| 8 mai  | 11:00 | Deportivo Jaamsa | 3–1    | Alianza Lima     | 19–25 | 25–20 | 25–18 | 25–20 |       | 94–83   | Relatório |

## Quadrangular de permanência
|  |                                |
|  | Permanência na LNSV 2021-22.   |
|  | Repescagem                     |
|  | Rebaixado a Liga Intermediária |

|     |                   |     | Jogos | Jogos | Jogos | Resultados | Resultados | Resultados | Resultados | Resultados | Resultados | Sets | Sets | Sets  | Pontos | Pontos | Pontos |
| Pos | Equipe            | Pts | T     | V     | D     | 3–0        | 3–1        | 3–2        | 2–3        | 1–3        | 0–3        | V    | P    | R     | V      | P      | R      |
| --- | ----------------- | --- | ----- | ----- | ----- | ---------- | ---------- | ---------- | ---------- | ---------- | ---------- | ---- | ---- | ----- | ------ | ------ | ------ |
| 7   | Géminis de Comas  | 8   | 5     | 3     | 2     | 1          | 1          | 1          | 0          | 0          | 2          | 9    | 9    | 1,000 | 236    | 0      | MAX    |
| 8   | USMP              | 5   | 3     | 2     | 1     | 0          | 1          | 1          | 0          | 0          | 1          | 6    | 6    | 1,000 | 269    | 264    | 1.019  |
| 9   | Deportivo Alianza | 4   | 3     | 1     | 2     | 0          | 0          | 1          | 2          | 0          | 0          | 7    | 8    | 0.875 | 313    | 320    | 0.978  |
| 10  | Molivoleibol      | 1   | 3     | 0     | 3     | 0          | 0          | 0          | 1          | 2          | 0          | 4    | 9    | 0.444 | 263    | 302    | 0.871  |

Resultados
| Data   | Hora  |                    | Placar |                      | Set 1 | Set 2 | Set 3 | Set 4 | Set 5 | Total | Relatório |
| ------ | ----- | ------------------ | ------ | -------------------- | ----- | ----- | ----- | ----- | ----- | ----- | --------- |
| 23 abr | 11:00 | 'Géminis de Comas' | 3–2    | Deportivo Alianza    | 25-18 | 22-25 | 25-20 | 17-25 | 15-12 | 104–0 | 104-100   |
| 23 abr | 13:30 | 'USMP'             | 3–1    | Molivoleibol         | 25-20 | 23-25 | 25-14 | 25-23 |       | 98–0  | 98-82     |
| 26 abr | 11:00 | 'Géminis de Comas' | 3–1    | Molivoleibol         | 25-15 | 25-20 | 23-25 | 25-18 |       | 98–0  | 98-78     |
| 26 abr | 11:00 | Deportivo Alianza  | 2–3    | 'USMP'               | 22-25 | 22-25 | 27-25 | 25-23 | 11-15 | 107–0 | 107-113   |
| 30 abr | 11:00 | 'Géminis de Comas' | 3–0    | USMP                 | 25-19 | 25-18 | 25-21 |       |       | 75–0  | 75-58     |
| 30 abr | 13:30 | Molivoleibol       | 2–3    | ' Deportivo Alianza' | 19-25 | 17-25 | 25-14 | 28-26 | 14-16 | 103–0 | 103-106   |

## Quinto lugar
Resultado
| Data   | Hora  |              | Placar |                     | Set 1 | Set 2 | Set 3 | Set 4 | Set 5 | Total | Relatório |
| ------ | ----- | ------------ | ------ | ------------------- | ----- | ----- | ----- | ----- | ----- | ----- | --------- |
| 12 mai | 11:00 | Latino Amisa | 2–3    | ' Deportivo Jaamsa' | 19-25 | 18-25 | 28-26 | 25-23 | 8-15  | 98–0  | 98-114    |

## Repescagem
|  |                         |
|  | Promoção a LNSV 2021-22 |

|     |                   |     | Jogos | Jogos | Jogos | Resultados | Resultados | Resultados | Resultados | Resultados | Resultados | Sets | Sets | Sets  | Pontos | Pontos | Pontos |
| Pos | Equipe            | Pts | T     | V     | D     | 3–0        | 3–1        | 3–2        | 2–3        | 1–3        | 0–3        | V    | P    | R     | V      | P      | R      |
| --- | ----------------- | --- | ----- | ----- | ----- | ---------- | ---------- | ---------- | ---------- | ---------- | ---------- | ---- | ---- | ----- | ------ | ------ | ------ |
| 9   | Deportivo Alianza | 2   | 1     | 1     | 0     | 0          | 0          | 1          | 0          | 0          | 0          | 3    | 2    | 1.500 | 98     | 91     | 1.077  |
| 10  | Star Net          | 1   | 1     | 0     | 1     | 0          | 0          | 0          | 1          | 0          | 0          | 2    | 3    | 0.667 | 91     | 98     | 0.929  |

Resultado
| Data      | Hora  |                     | Placar |          | Set 1 | Set 2 | Set 3 | Set 4 | Set 5 | Total | Relatório |
| --------- | ----- | ------------------- | ------ | -------- | ----- | ----- | ----- | ----- | ----- | ----- | --------- |
| 30 de out | 15:00 | 'Deportivo Alianza' | 3–2    | Star Net | 25-19 | 25-13 | 17-25 | 16-25 | 15-9  | 98–0  | 98-91     |

## Fase final

### Semifinal I
|  |                                  |
|  | Equipe classificada para a final |
|  | Disputa do Terceiro lugar        |

|     |               |     | Jogos | Jogos | Jogos | Resultados | Resultados | Resultados | Resultados | Resultados | Resultados | Sets | Sets | Sets  | Pontos | Pontos | Pontos |
| Pos | Equipe        | Pts | T     | V     | D     | 3–0        | 3–1        | 3–2        | 2–3        | 1–3        | 0–3        | V    | P    | R     | V      | P      | R      |
| --- | ------------- | --- | ----- | ----- | ----- | ---------- | ---------- | ---------- | ---------- | ---------- | ---------- | ---- | ---- | ----- | ------ | ------ | ------ |
| 1   | Regatas Lima  | 6   | 2     | 2     | 0     | 1          | 1          | 0          | 0          | 0          | 0          | 6    | 1    | 6,000 | 172    | 124    | 1.387  |
| 2   | Rebaza Acosta | 0   | 2     | 0     | 2     | 0          | 0          | 0          | 0          | 1          | 1          | 1    | 6    | 0.167 | 124    | 172    | 0.721  |

Resultados
| Data   | Hora  |                | Placar |               | Set 1 | Set 2 | Set 3 | Set 4 | Set 5 | Total | Relatório |
| ------ | ----- | -------------- | ------ | ------------- | ----- | ----- | ----- | ----- | ----- | ----- | --------- |
| 19 mai | 11:00 | 'Regatas Lima' | 3–1    | Rebaza Acosta | 22-25 | 25-22 | 25-13 | 25-20 |       | 97–0  | 97-80     |
| 21 mai | 11:00 | 'Regatas Lima' | 3–0    | Rebaza Acosta | 25-12 | 25-16 | 25-16 |       |       | 75–0  | 75-44     |

### Semifinal II
|  |                                  |
|  | Equipe classificada para a final |
|  | Disputa do Terceiro lugar        |

|     |              |     | Jogos | Jogos | Jogos | Resultados | Resultados | Resultados | Resultados | Resultados | Resultados | Sets | Sets | Sets  | Pontos | Pontos | Pontos |
| Pos | Equipe       | Pts | T     | V     | D     | 3–0        | 3–1        | 3–2        | 2–3        | 1–3        | 0–3        | V    | P    | R     | V      | P      | R      |
| --- | ------------ | --- | ----- | ----- | ----- | ---------- | ---------- | ---------- | ---------- | ---------- | ---------- | ---- | ---- | ----- | ------ | ------ | ------ |
| 1   | Alianza Lima | 6   | 2     | 2     | 0     | 2          | 0          | 0          | 0          | 0          | 0          | 6    | 0    | MAX   | 150    | 116    | 1.293  |
| 2   | Csi-Sci      | 0   | 2     | 0     | 2     | 0          | 0          | 0          | 0          | 0          | 2          | 0    | 6    | 0,000 | 116    | 150    | 0.773  |

Resultados
| Data   | Hora  |                | Placar |         | Set 1 | Set 2 | Set 3 | Set 4 | Set 5 | Total | Relatório |
| ------ | ----- | -------------- | ------ | ------- | ----- | ----- | ----- | ----- | ----- | ----- | --------- |
| 19 mai | 13:30 | 'Alianza Lima' | 3–0    | Csi-Sci | 25-23 | 25-16 | 25-20 |       |       | 75–0  | 75-59     |
| 21 mai | 13:30 | 'Alianza Lima' | 3–0    | Csi-Sci | 25-20 | 25-19 | 25-18 |       |       | 75–0  | 75-57     |

### Terceiro lugar
Resultados
| Data   | Hora  |               | Placar |               | Set 1 | Set 2 | Set 3 | Set 4 | Set 5 | Total | Relatório |
| ------ | ----- | ------------- | ------ | ------------- | ----- | ----- | ----- | ----- | ----- | ----- | --------- |
| 26 mai | 11:00 | Rebaza Acosta | 0–3    | ' Csi-Sci'    | 9-25  | 26-28 | 16-25 |       |       | 51–0  | 57-78     |
| 29 mai | 13:00 | 'Csi-Sci'     | 3–1    | Rebaza Acosta | 25-17 | 25-23 | 23-25 | 25-20 |       | 98–0  | 98-85     |

### Final
Resultados
| Data   | Hora  |                | Placar |              | Set 1 | Set 2 | Set 3 | Set 4 | Set 5 | Total | Relatório |
| ------ | ----- | -------------- | ------ | ------------ | ----- | ----- | ----- | ----- | ----- | ----- | --------- |
| 26 mai | 13:30 | Regatas Lima   | 3–1    | Alianza Lima | 23-25 | 25-18 | 25-15 | 27-25 |       | 100–0 | 100-83    |
| 26 mai | 16:00 | Alianza Lima   | 0–3    | Regatas Lima | 12-25 | 22-25 | 19-25 |       |       | 53–0  | 53-75     |
| 1 jun  | 13:30 | 'Regatas Lima' | 3–2    | Alianza Lima | 21-25 | 23-25 | 25-12 | 25-21 | 15-9  | 109–0 | 109-92    |

## Classificação final
| Posição           | Equipe            | Classificação/rebaixamento                                    |
| ----------------- | ----------------- | ------------------------------------------------------------- |
| Medalha de ouro   | Regatas Lima      | Sul-Americano de Clubes de 2022--> · LNSV 2021/2022 - Série A |
| Medalha de prata  | Alianza Lima      | LNSV 2021/2022 - Série A                                      |
| Medalha de bronze | Csi-Sci           | LNSV 2021/2022 - Série A                                      |
| 4                 | Rebaza Acosta     | LNSV 2021/2022 - Série A                                      |
| 5                 | Deportivo Jaamsa  | LNSV 2021/2022 - Série A                                      |
| 6                 | Latino Amisa      | LNSV 2021/2022 - Série A                                      |
| 7                 | Géminis de Comas  | LNSV 2021/2022 - Série A                                      |
| 8                 | USMP              | LNSV 2021/2022 - Série A                                      |
| 9                 | Deportivo Alianza | LNSV 2021/2022 - Série A                                      |
| 10                | Molivoleibol      | LNIV 2021                                                     |

## Premiações
| LNSV 2020/2021                           |
| Peru                                     |
| ---------------------------------------- |
| Regatas Lima Campeão (6° título Peruano) |

### Individuais
As atletas que se destacaram individualmente foram:
| Maior pontuadora      |
| 2° Maior pontuadora   |
| Melhor central        |
| 2° Melhor central     |
| Melhor ponteira       |
| 2° Melhor ponteira    |
| Melhor oposto         |
| 2° Melhor oposto      |
| Melhor levantadora    |
| 2° Melhor Levantadora |
| Melhor líbero         |
| 2° Melhor líbero      |
| Melhor sacadora       |
| 2° Melhor sacadora    |